# C-walk

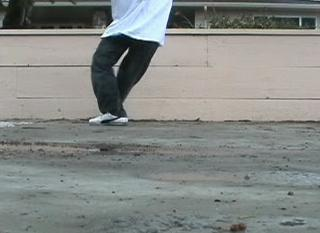
V Stepback

De C-walk is een dans die vooral veel in de Verenigde Staten voorkomt. De dans kenmerkt zich door zijn snelheid en is daarom niet gemakkelijk te leren. De dans vond zijn oorsprong in de jaren zeventig in een arme buurt van Los Angeles bij leden van de Crips. Oorspronkelijk was het een overwinningsdans bij succesvolle missies tegen andere bendes. Crips noemen C-Walk een loopje omdat zij vinden dat gangsters niet behoren te dansen. Daarom heet het C-Walk en niet C-Dance. 
Deze dans wordt ook gebruikt op feesten van de Crips. Omdat de C-walk onderdeel uitmaakt van de identiteit van de Crips, wordt imitatie door hen afgekeurd. C-walk kreeg bekendheid toen rapper W.C. in zijn clips de C-walk demonstreerde.

## C-walk, Cripwalk, Clownwalk Crownwalk
C-walk is een verzamelnaam voor verschillende stijlen:
- De Cripwalk, een manier van dansen en van leven van de Crips.
- De Clownwalk is een spin off van Cripwalk. Clownwalk is 'just for fun'. Een wezenlijk verschil tussen de Clown-walk en de Cripwalk is dat de Cripwalk meer om gevoel gaat en flow. Deze is dus ook langzamer. De Clown-walk gaat om snelheid en show en heeft dus ook meer pasjes.
- De Crownwalk is iets sneller dan cripwalk en met iets meer pasjes. Het zit een beetje tussen clown en crip in.

Cripwalk wordt gekenmerkt door selectief gekozen pasjes, die meestal gemakkelijk te leren zijn. Clownwalk is een veel meer uitgebreide vorm van cripwalk, en is daarom een stuk moeilijker, maar ook een stuk uitdagender om te leren.

## Verschillende 'moves'
Cwalk kent een uitgebreid aantal pasjes, of moves, zoals:
- The V
- V - Variation
- V Stepback
- V Forward
- V Split
- V Snake
- Shuffle
- Shuffle Kick
- Shuffle Hop
- Shuffle Stomp
- Shuffle Stepback
- Heel Toe
- Reverse Heel Toe
- Hop Heel Toe
- Reverse Hop Heel Toe
- Snake Heel Toe
- 4 Pointed Heel Toe
- Side to Side Heel Toe
- Heel Toe Combo
- Knee Drop ( wordt veel gebruikt bij Cwalk, maar is eigenlijk een Breakdance move )
- Original X-Hop
- Advanced X-Hop
- Gangsta Hop / Skip
- Wiggle Walk
- Spin

En een paar Variations en Transitions